# کلودیو تافارل
کلودیو تافارل (به پرتغالی: Cláudio André Mergen Taffarel) (زاده ۸ می ۱۹۶۶) (پرتغالی برزیلی:[ˈklawdʒu tafaˈɾɛw ]) دروازه‌بان پیشین تیم ملی فوتبال برزیل بود.
وی در باشگاه‌هایی مانند پارما، گالاتاسرای، اینترناسیونال و امپولی بازی کرده‌است. تافارل نقش مهمی در قهرمانی برزیل در جام جهانی ۱۹۹۴ و نایب قهرمانی در جام جهانی ۱۹۹۸ ایفا کرد.